# Субате
Су́бате (латыш. Subateо файле; до 1920 года — Суббат, нем. Subbath) — небольшой город в Аугшдаугавском крае Латвии, на границе c Литвой. Расположен на берегах озера Субате, в 53 км к западу от Даугавпилса.

## История
Субате находится на одном из древних торговых путей. Впервые упоминается в исторических источниках в 1570 году, когда герцог Курляндии продал Г. Плятеру торговое место на западном берегу озера, вокруг которого и появилось поселение.
Во время правления польского короля Стефана Батория Суббат продолжал своё развитие на территории земель графа Плятера-Зиберга и владельца поместья Проде Остен-Сакена. Примерно век спустя Плятер-Зиберги приняли католицизм, и решением короля Польши Суббатская церковь стала католической. Жители Суббата, протестуя против насильственного введения католицизма и смены веры старинным родом, переселились на восточный берег озера, к помещику Остен-Сакену, который в 1685 году построил для лютеран новую церковь. Там со временем образовался так называемый Новый Суббат. В 1680 году Старый Суббат получил Магдебургское право, а в 1894 году оба населённых пункта объединили. Бо́льшую часть его населения тогда составляли евреи. Так, в 1897 году из 2087 жителей — 978 (46,8 %) были евреями (иудеями), 447 (21,42 %) — старообрядцами, 429 (20,5 %) — католиками. В 1917 году поселению заново присвоили права города.
В 1925 году утверждён герб города — зелёная ель на серебряном фоне. В окрестностях Субате сохранилось много красивых лесов. У древних латышей ель служила одним из символов Матери-Земли.
28 июня 1941 года город оккупировала германская армия. В том же году во время Холокоста почти всё еврейское население города было уничтожено.
До 1949 года город Субате входил в состав Илукстского уезда, затем в состав Илукстского района. В 1962 году, после укрупнения районов, вошёл в состав Даугавпилсского района. С 1 июля 2009 года, после административно-территориальной реформы в Латвии, относился к Илукстскому краю.

## Известные люди, родившиеся в Субате
- Армин фон Геркан[нем.] (1884—1969) — прибалтийско-немецкий археолог.

## Транспорт

### Автодороги
Через Субате проходит региональная автодорога P70 Свенте — граница с Литвой (Субате). К городу подходит региональная автодорога P73 Вецумниеки — Нерета — Субате.

### Междугородное автобусное сообщение
Основные маршруты: Субате — Акнисте — Яунелгава — Рига; Субате — Акнисте — Нерета — Вецумниеки — Рига; Субате — Илуксте — Даугавпилс.

## Фотогалерея

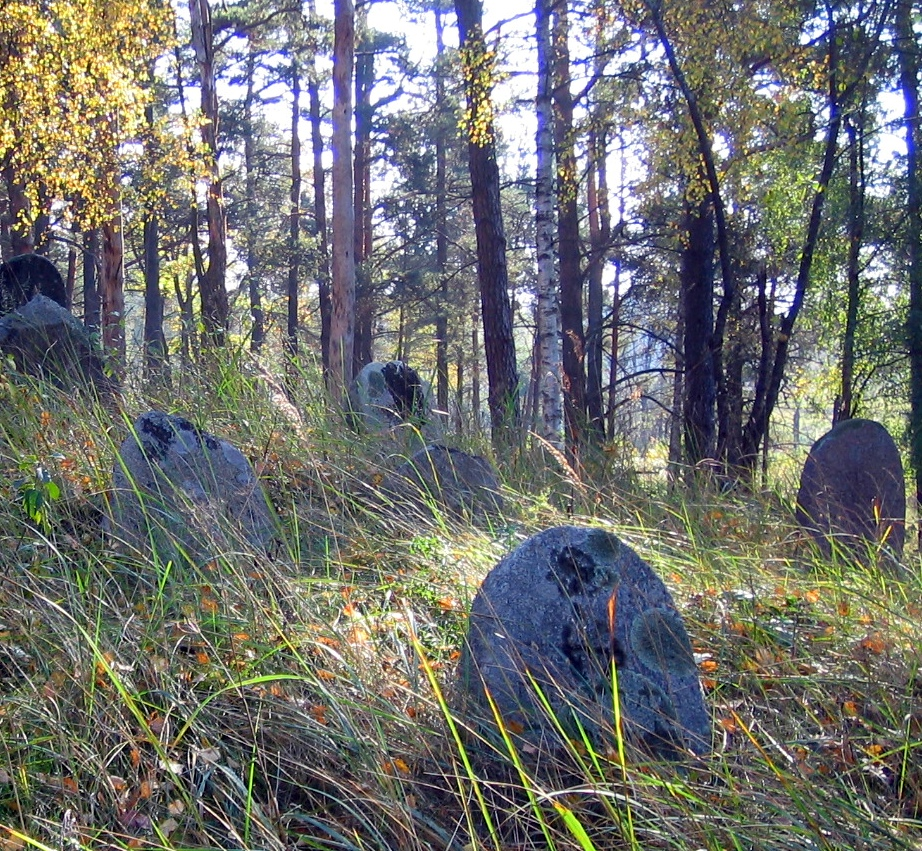
Старое еврейское кладбище
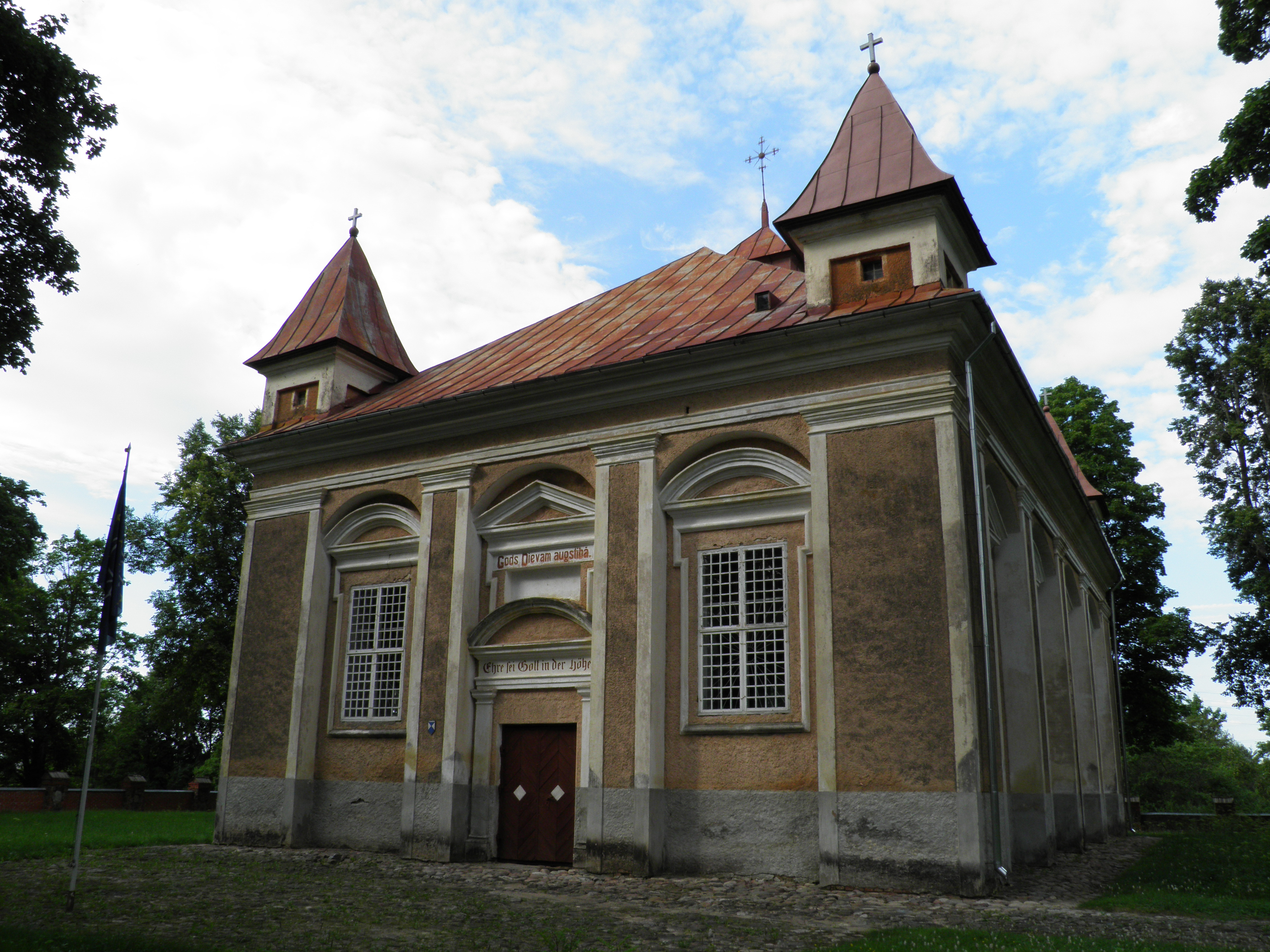
Лютеранская церковь
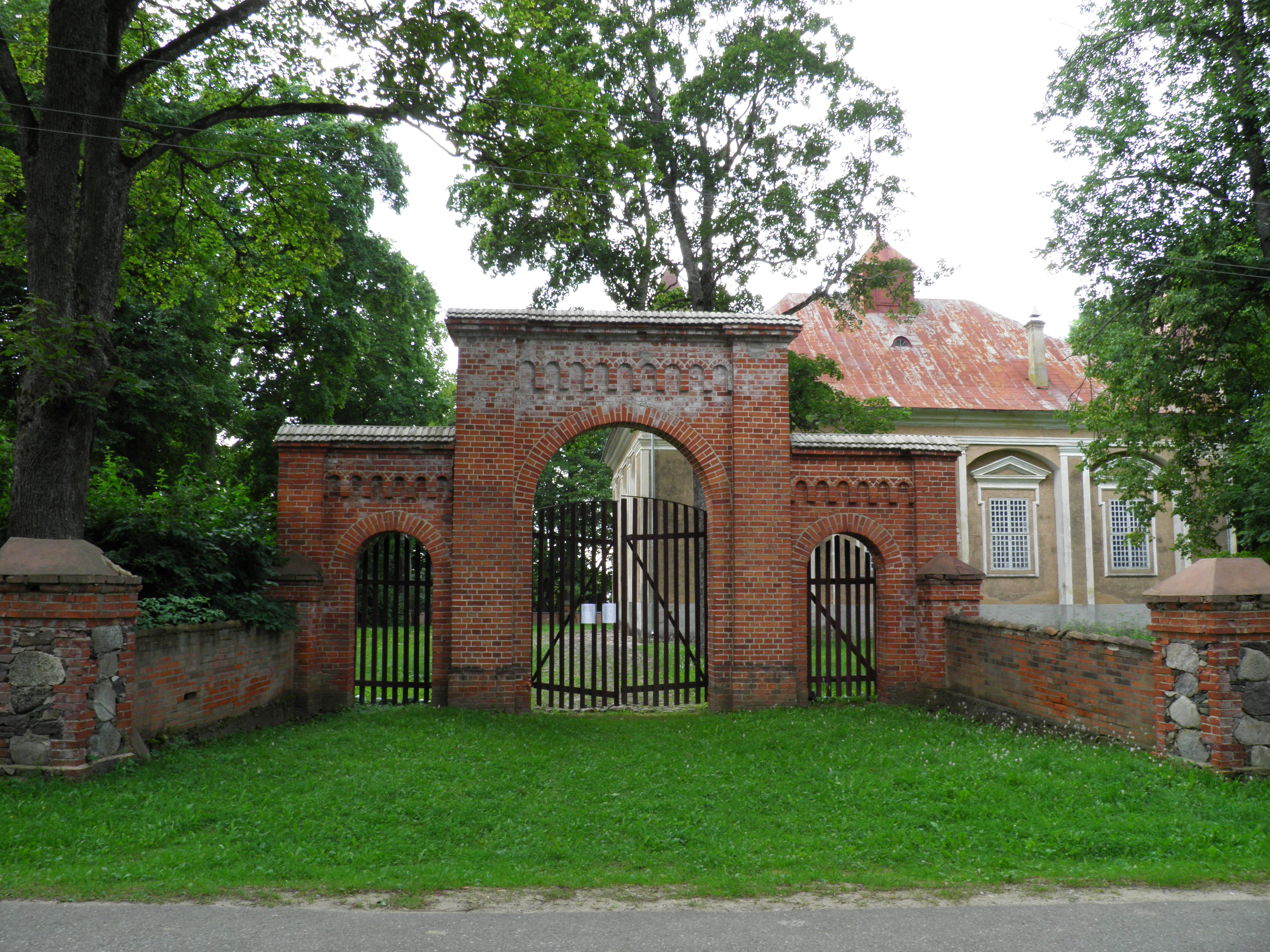
Ворота лютеранской церкви
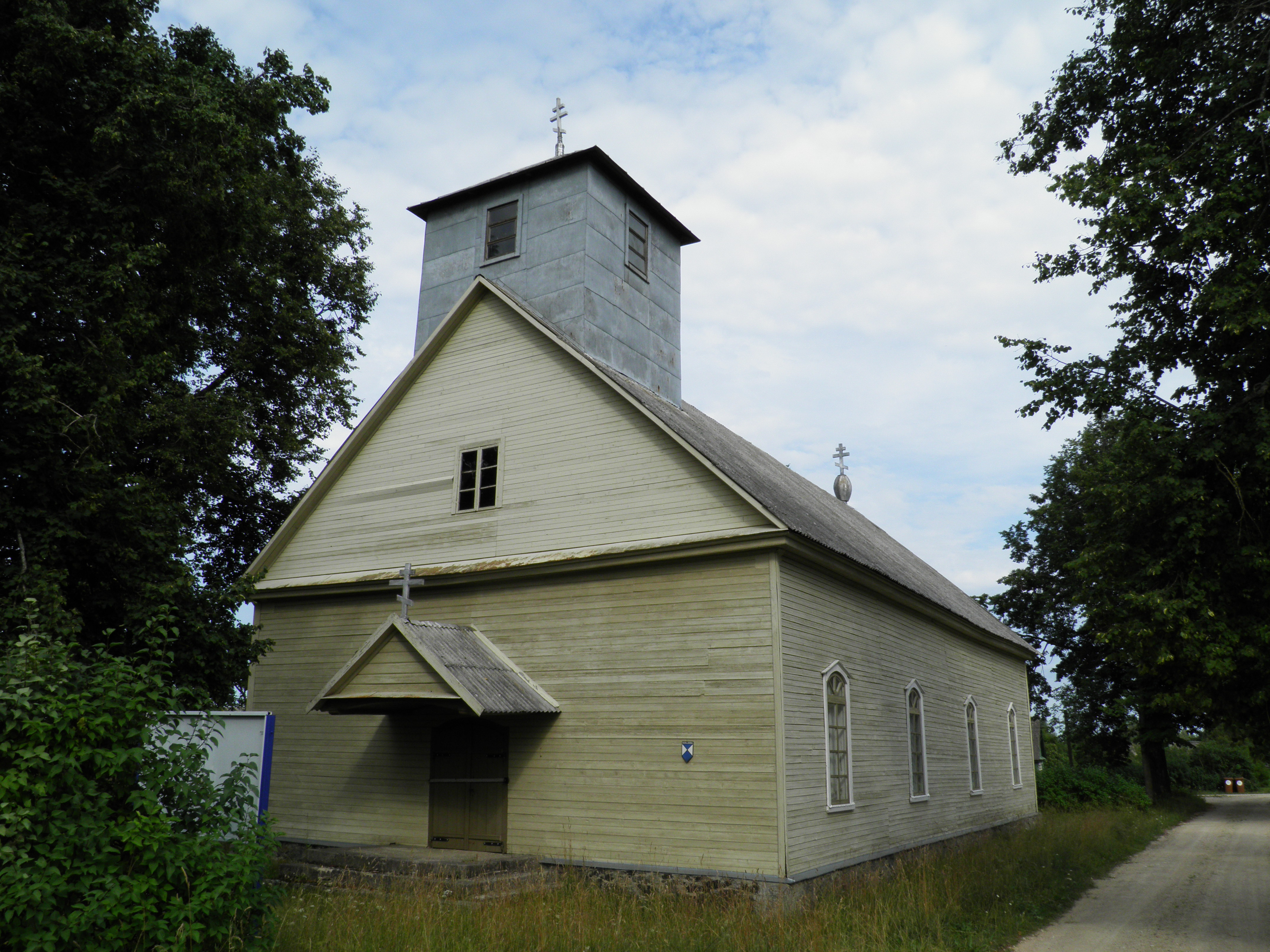
Старообрядческая моленная Николая Чудотворца и Покрова Пресвятой Богородицы
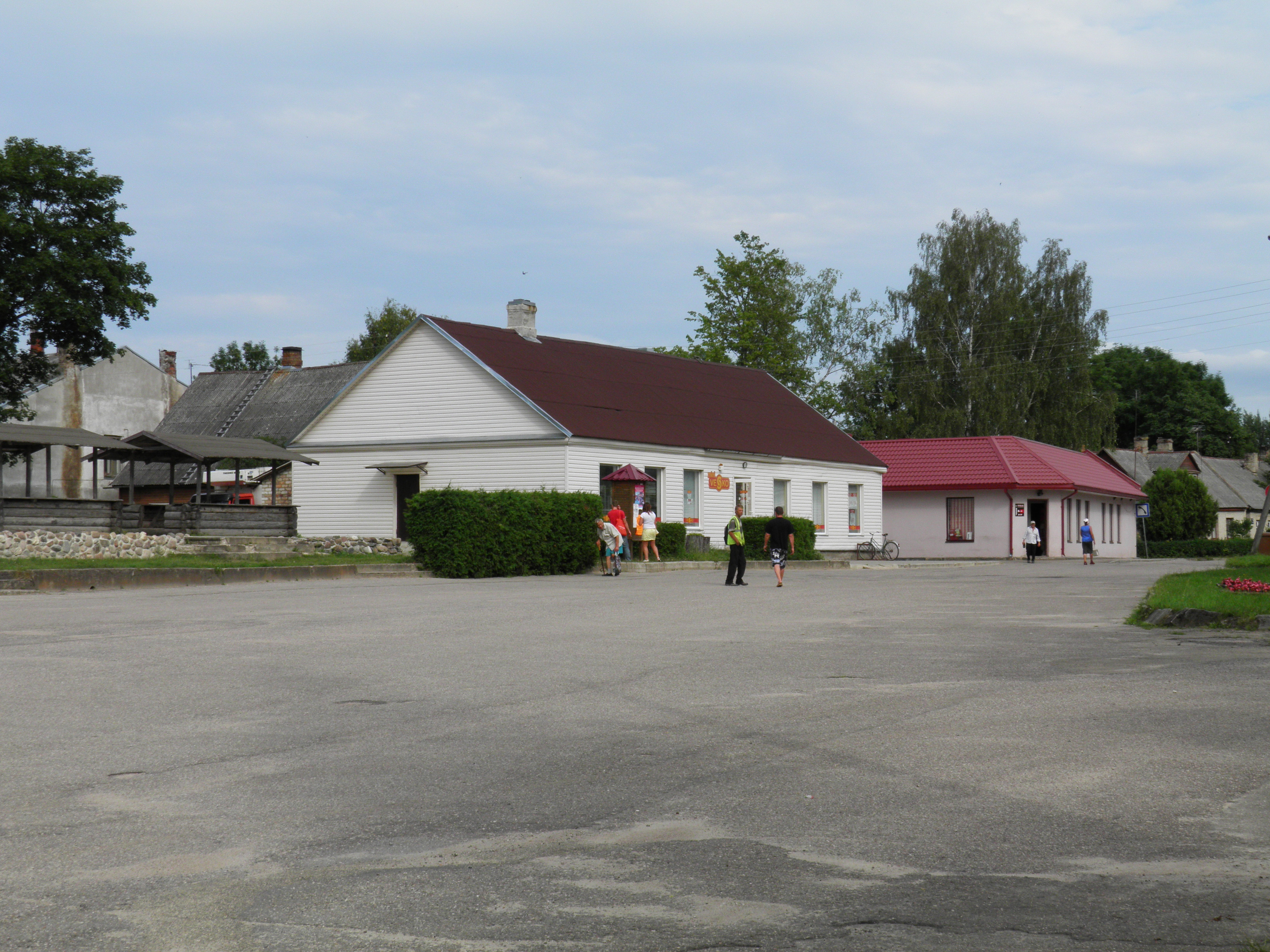
Рыночная площадь
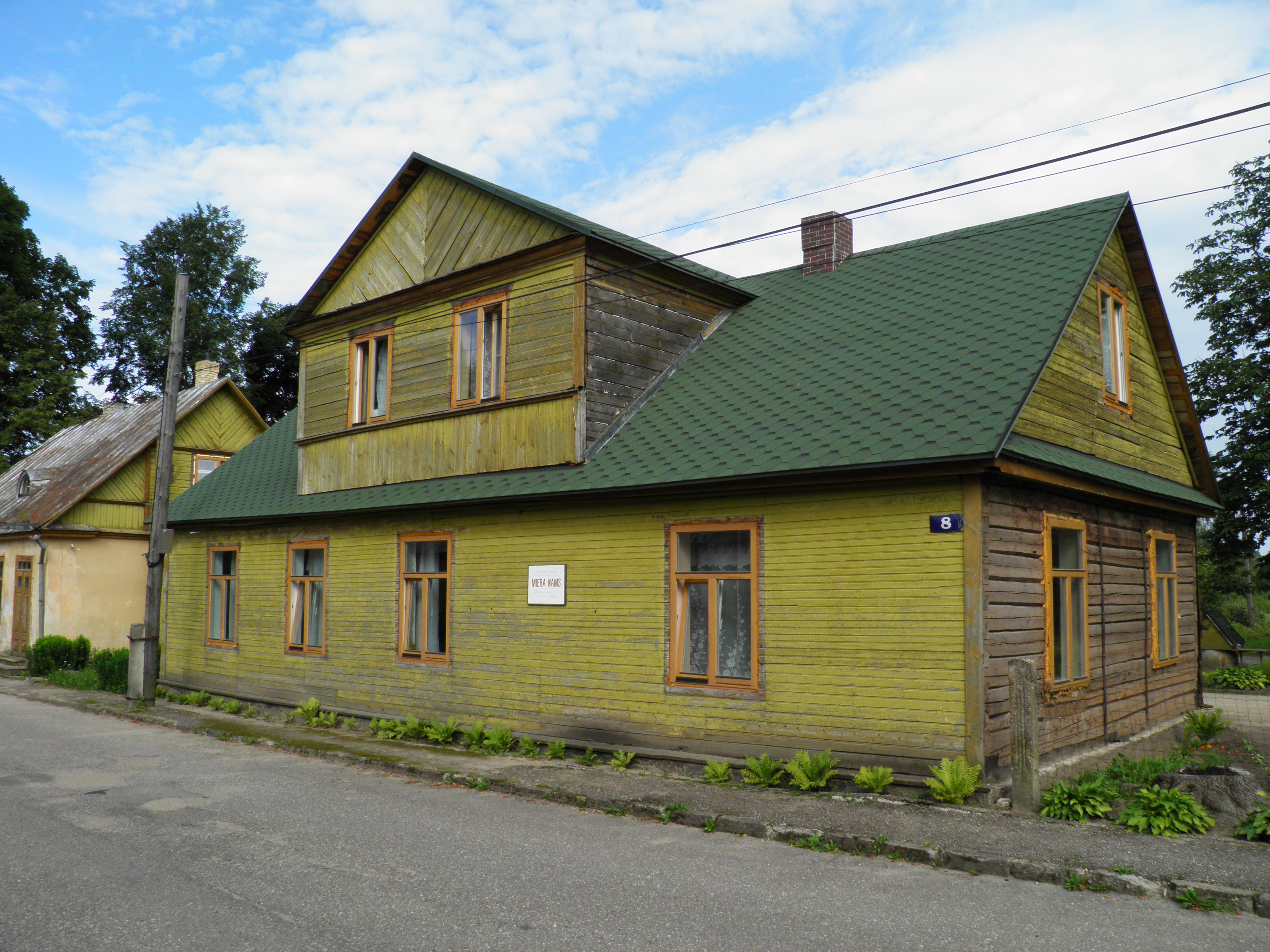
«Miera nams»
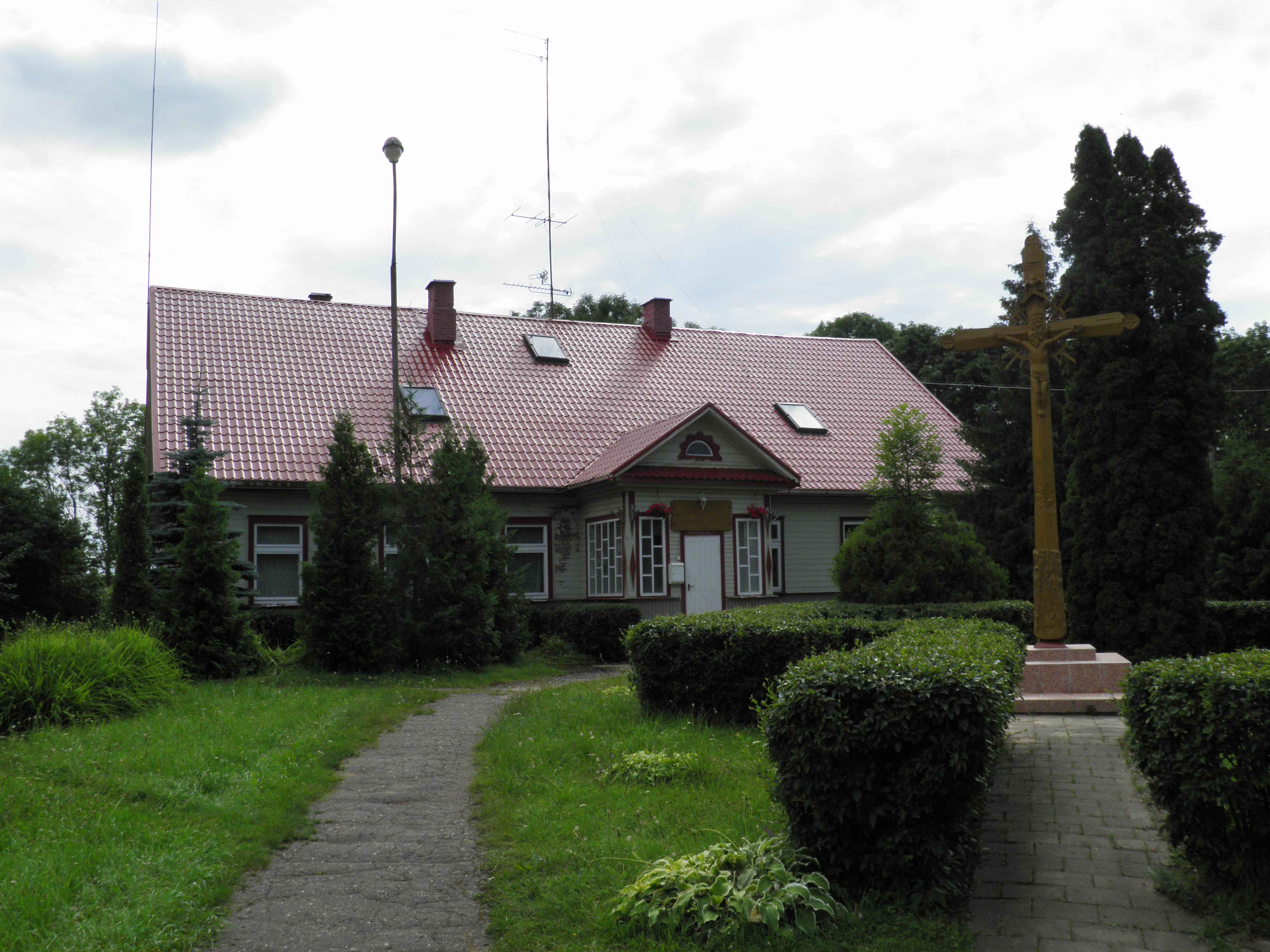
Распятие
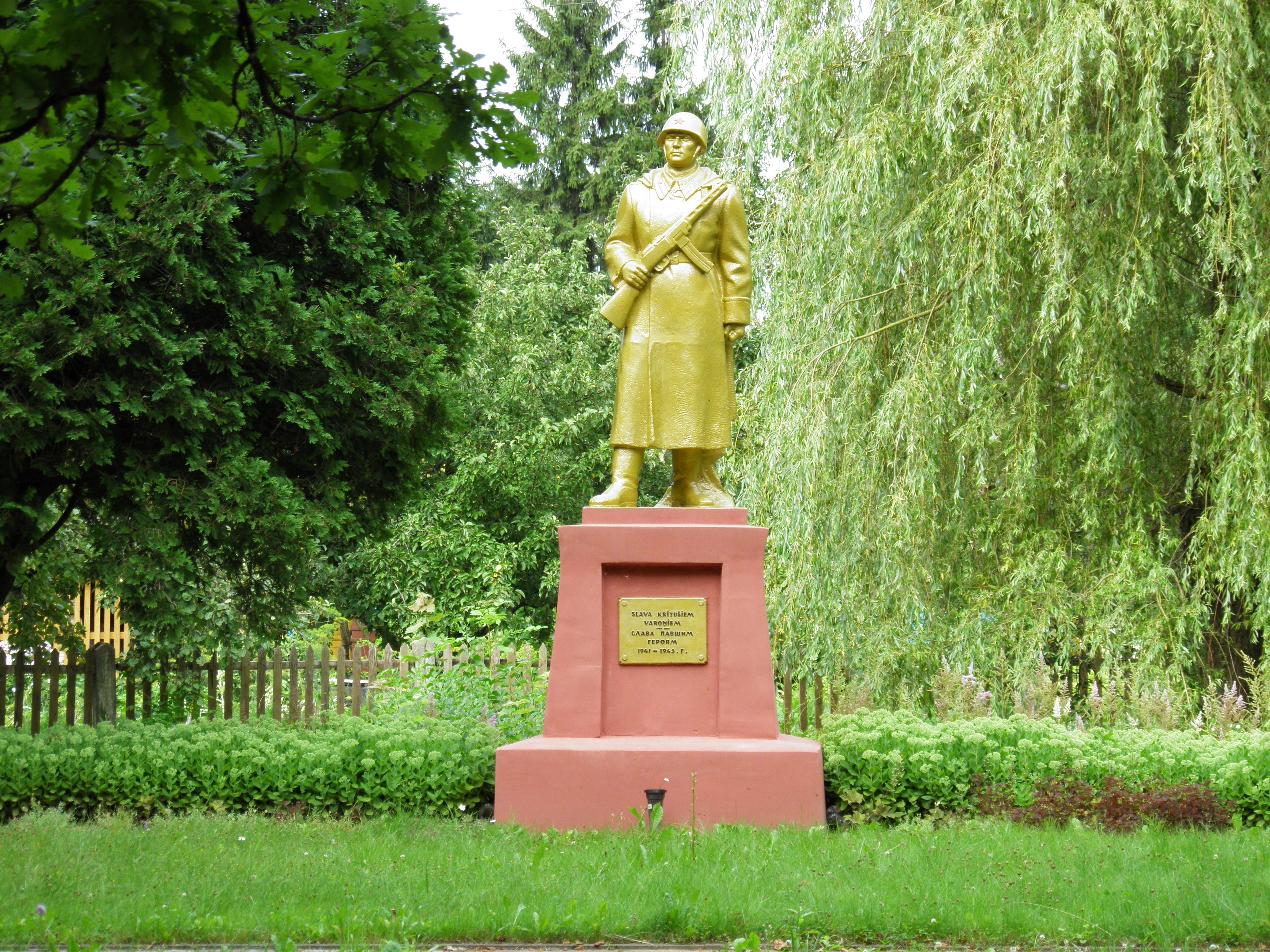
Памятник павшим советским солдатам
Автовокзал
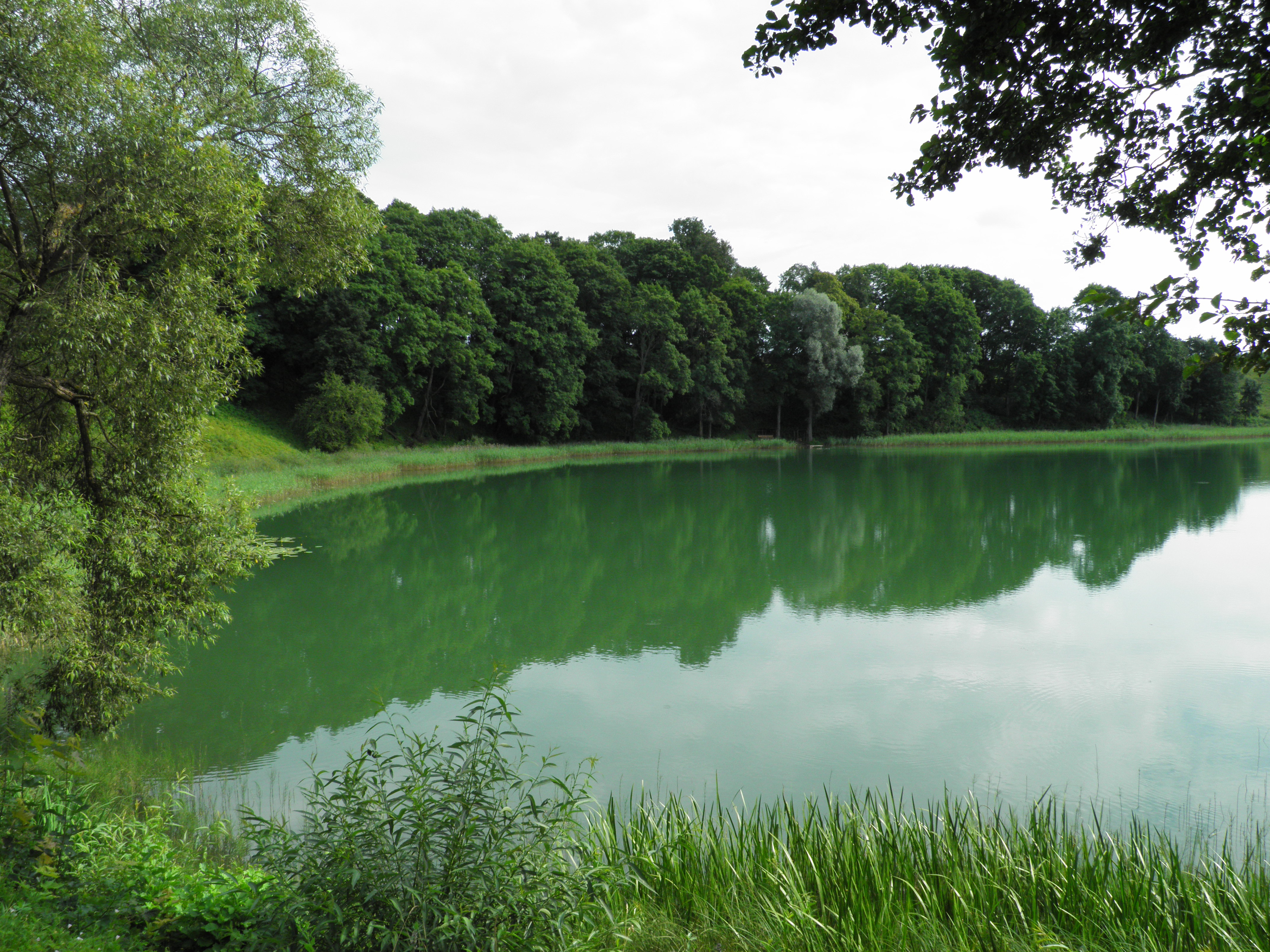
Субатское озеро
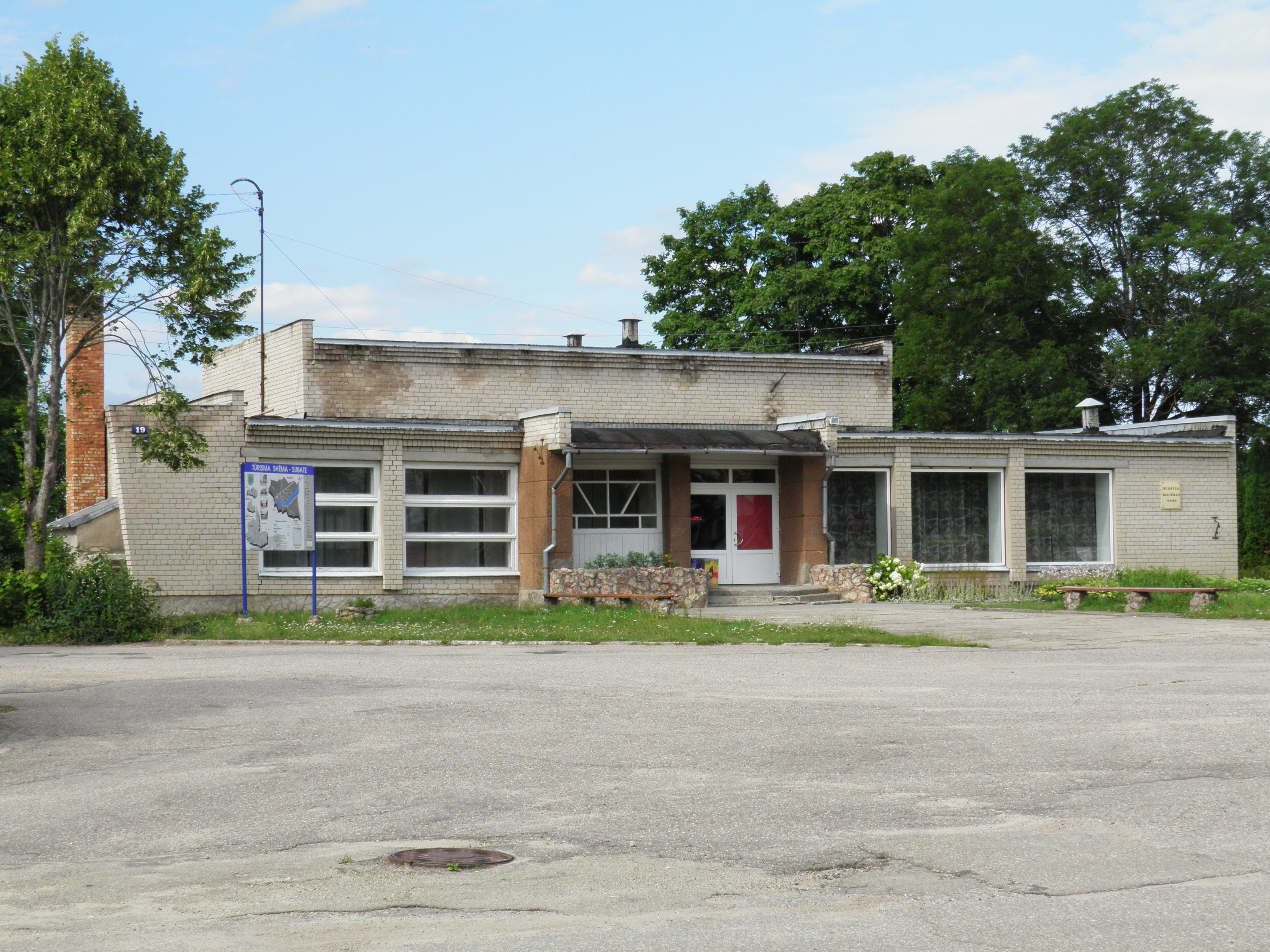
Дом культуры
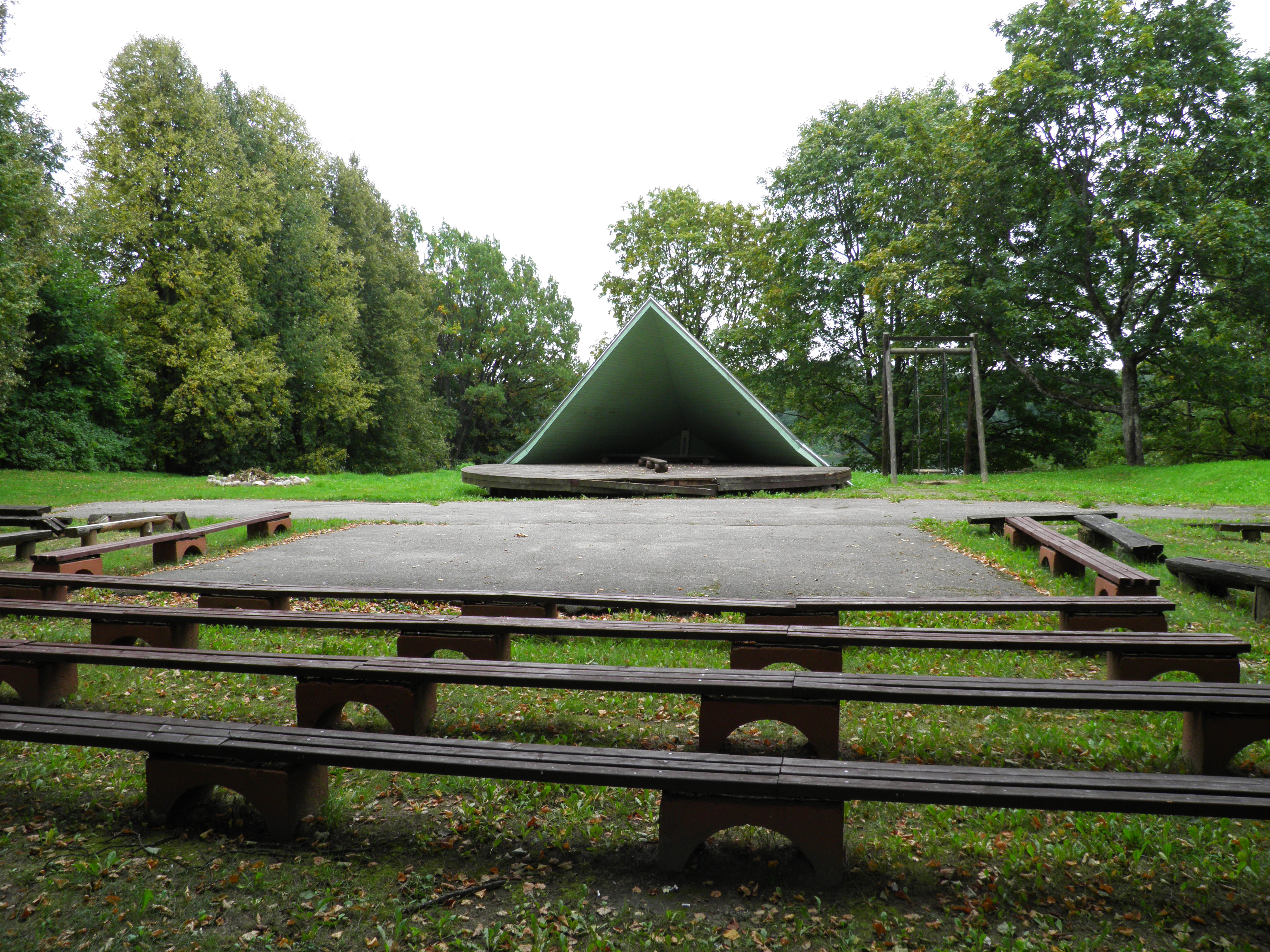
Эстрада
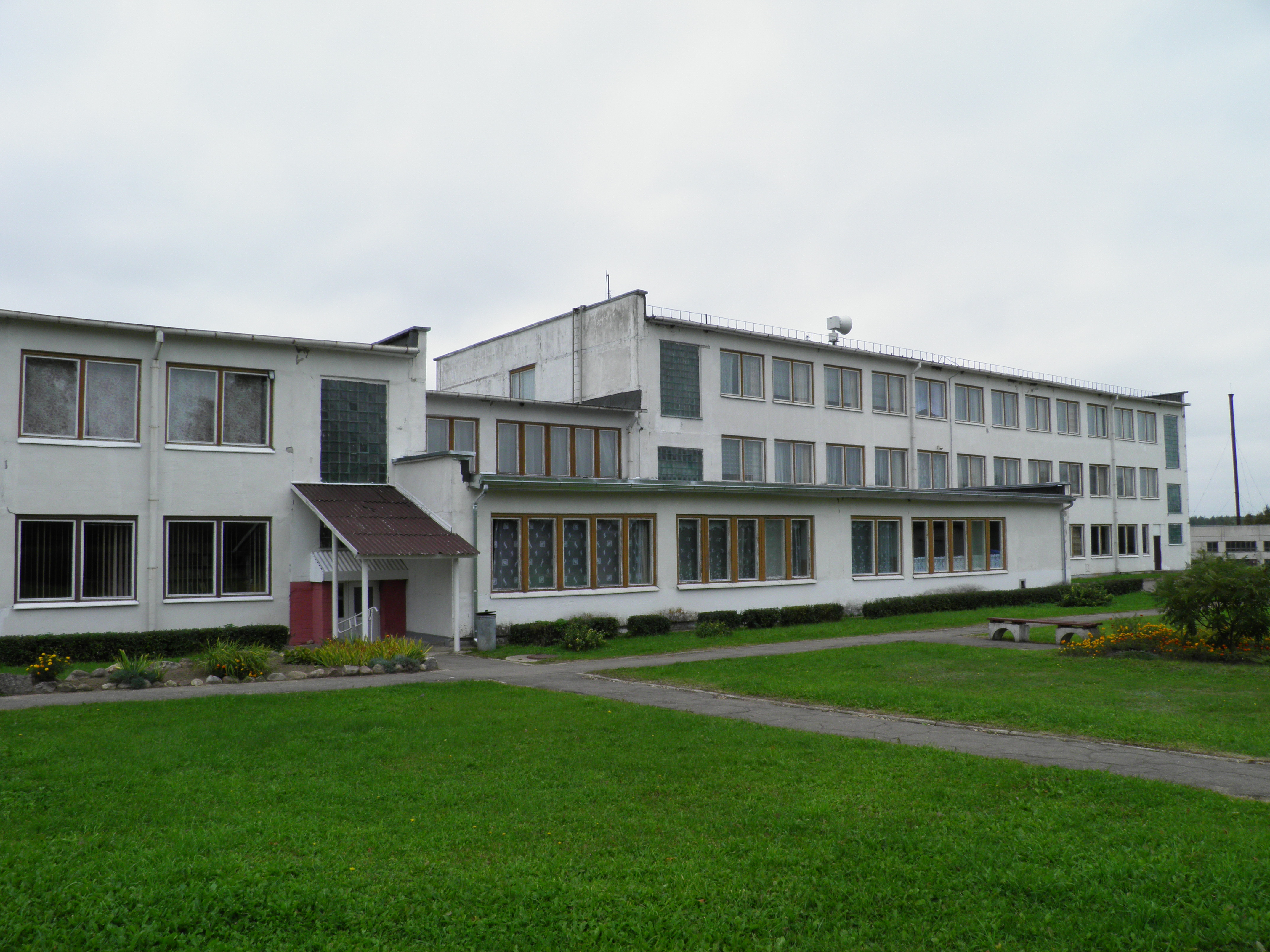
Школа
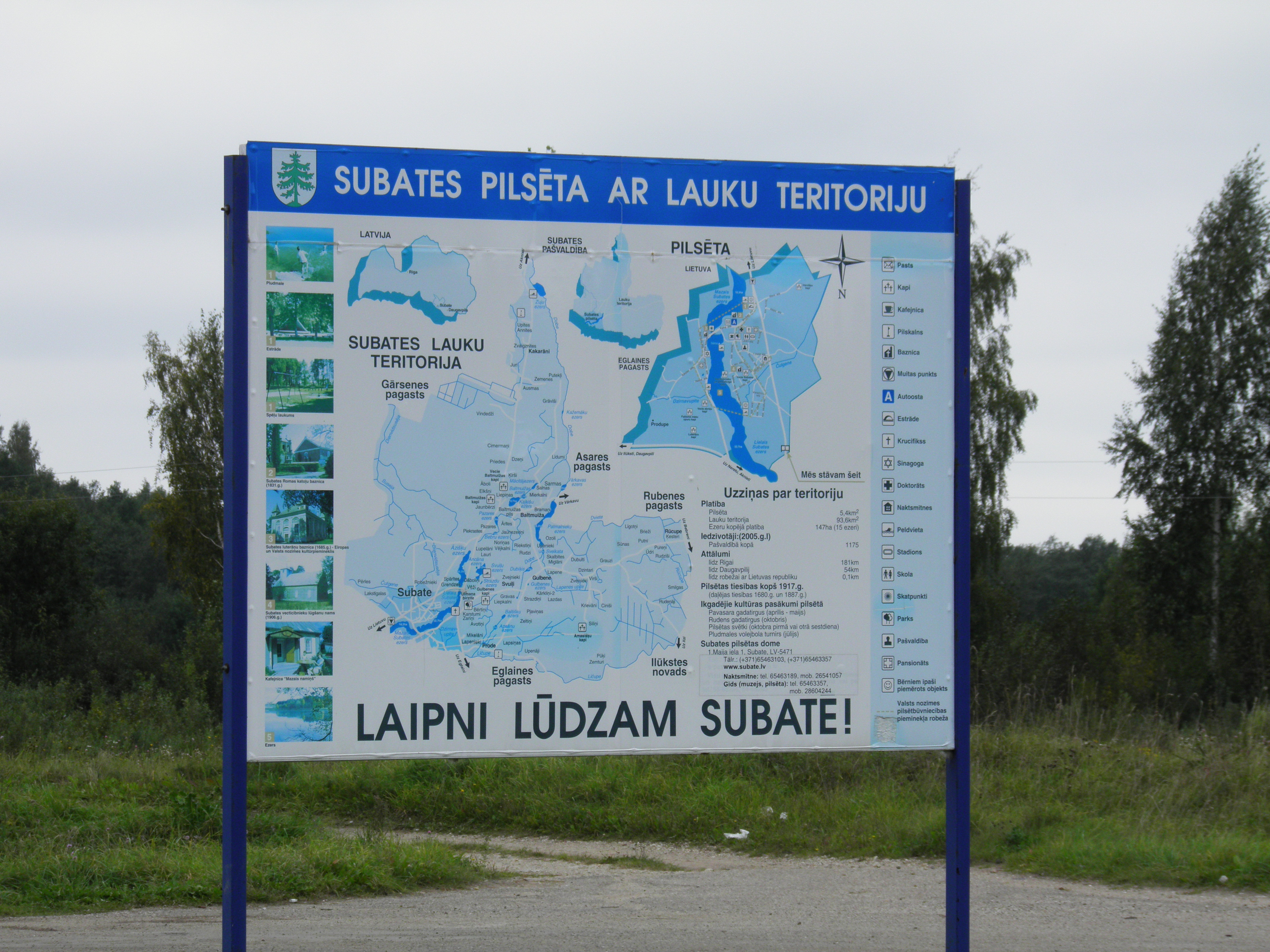
Информационный стенд